# Мамолар
Мамолар (ісп. Mamolar) — муніципалітет в Іспанії, у складі автономної спільноти Кастилія-і-Леон, у провінції Бургос. Населення — 37 осіб (2010).
Муніципалітет розташований на відстані близько 170 км на північ від Мадрида, 55 км на південний схід від Бургоса.

## Демографія
Динаміка населення (INE ):